# Schronisko w Zegarowych Skałach Pierwsze
Schronisko w Zegarowych Skałach Pierwsze – schronisko na wzgórzu Zegarowych Skał koło Smolenia w województwie śląskim, w powiecie zawierciańskim, w gminie Pilica. Administracyjnie należy do miejscowości Strzegowa w województwie małopolskim, w powiecie olkuskim, w gminie Wolbrom, pod względem geograficznym jest to obszar Wyżyny Ryczowskiej w obrębie Wyżyny Częstochowskiej.

## Opis schroniska
Pod szczytem wzniesienia znajduje się grupa trzech wybitnych skał: Wieloryb (zwany też Zegarową), Mała Zegarowa i Kursowa. Schronisko znajduje się w najbardziej na zachód wysuniętej skale Mała Zegarowa. Ma otwór wejściowy na wysokości 2,7 m nad ziemią, ale dość łatwo dostępny, gdyż w skale poniżej otworu znajdują się progi.
Schronisko powstało w wapieniach z okresu późnej jury na dobrze widocznej, wybitnej szczelinie. Za otworem łagodnie wznosi się pochylony na lewą stronę korytarz o bardzo nierównych ścianach. Na jego końcu znajduje się niewielkie rozszerzenie z kopulastym stropem. Z rozszerzenia tego na lewo, powyżej skalnego progu odchodzi wąska, soczewkowata szczelina.
Na ścianach schroniska nieliczne grzybkowate nacieki. Jej namulisko jest humusowo-gliniaste, a końcowy odcinek szczeliny zaklinowany jest kamieniami. Schronisko jest suche, a jego temperatura podlega zmianom, w zależności od temperatury otoczenia. Brak flory i fauny.

## Historia poznania
Liczne ślady wewnątrz schroniska wskazują, że odwiedzane było od dawna. W literaturze brak jednak informacji o nim. Po raz pierwszy pomierzyli go A. Polonius i Ł. Polonius w 1998 r., a A. Polonius opracował jego plan. W 2000 r. zostało opisane w dokumentacji sporządzonej na zlecenie Ministerstwa Środowiska jako Schronisko w Zegarowych Skałach III. 
W Zegarowych Skałach znajdują się jeszcze inne jaskinie: Jaskinia Jasna koło Smolenia, Schronisko za Majdanem, Schronisko Południowe, Schronisko w Cysternie, Schronisko w Zegarowych Skałach Drugie, Dziura w Ścianie, Zegar.

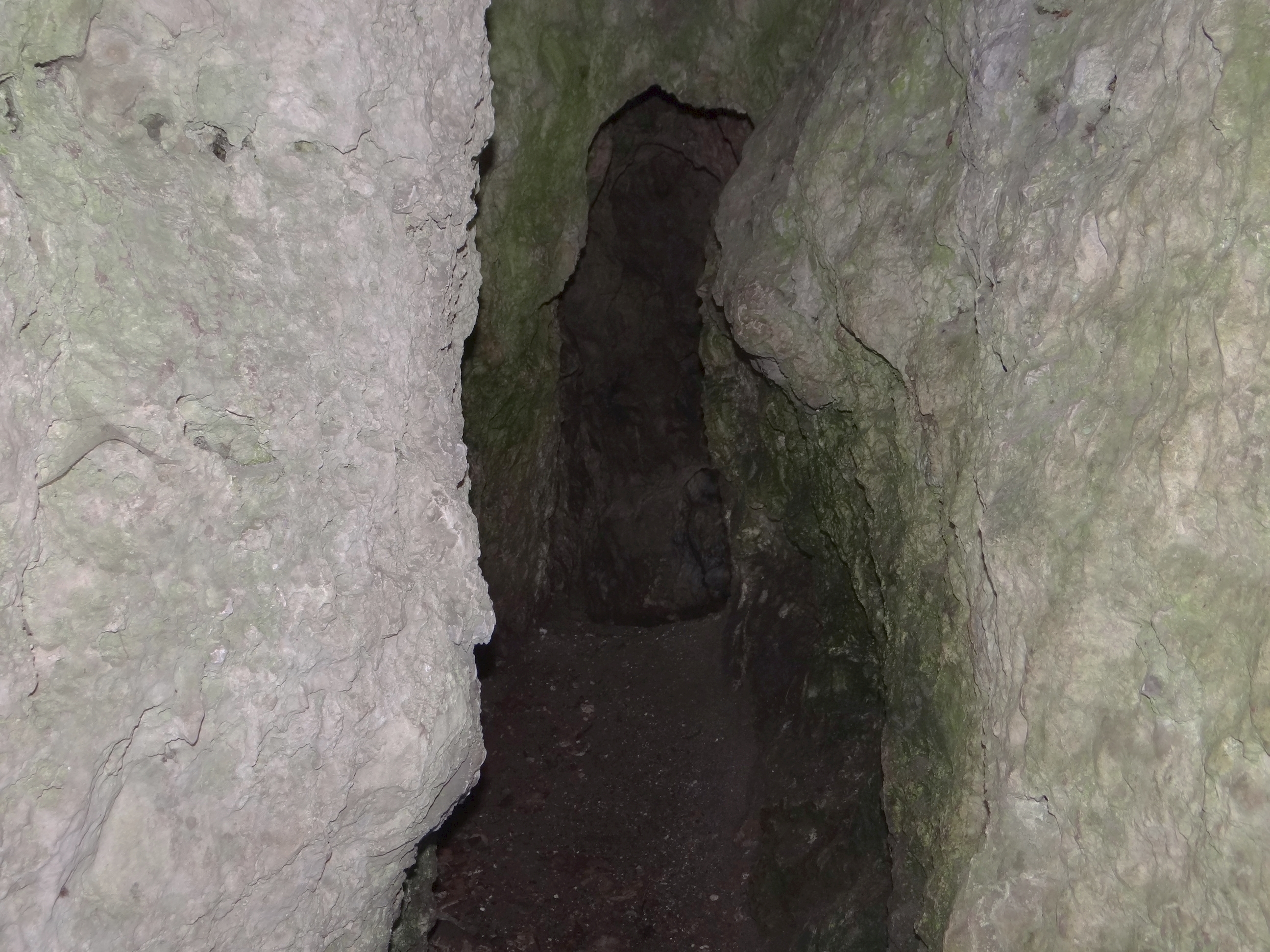